# منطقه-اچ (وبگاه)

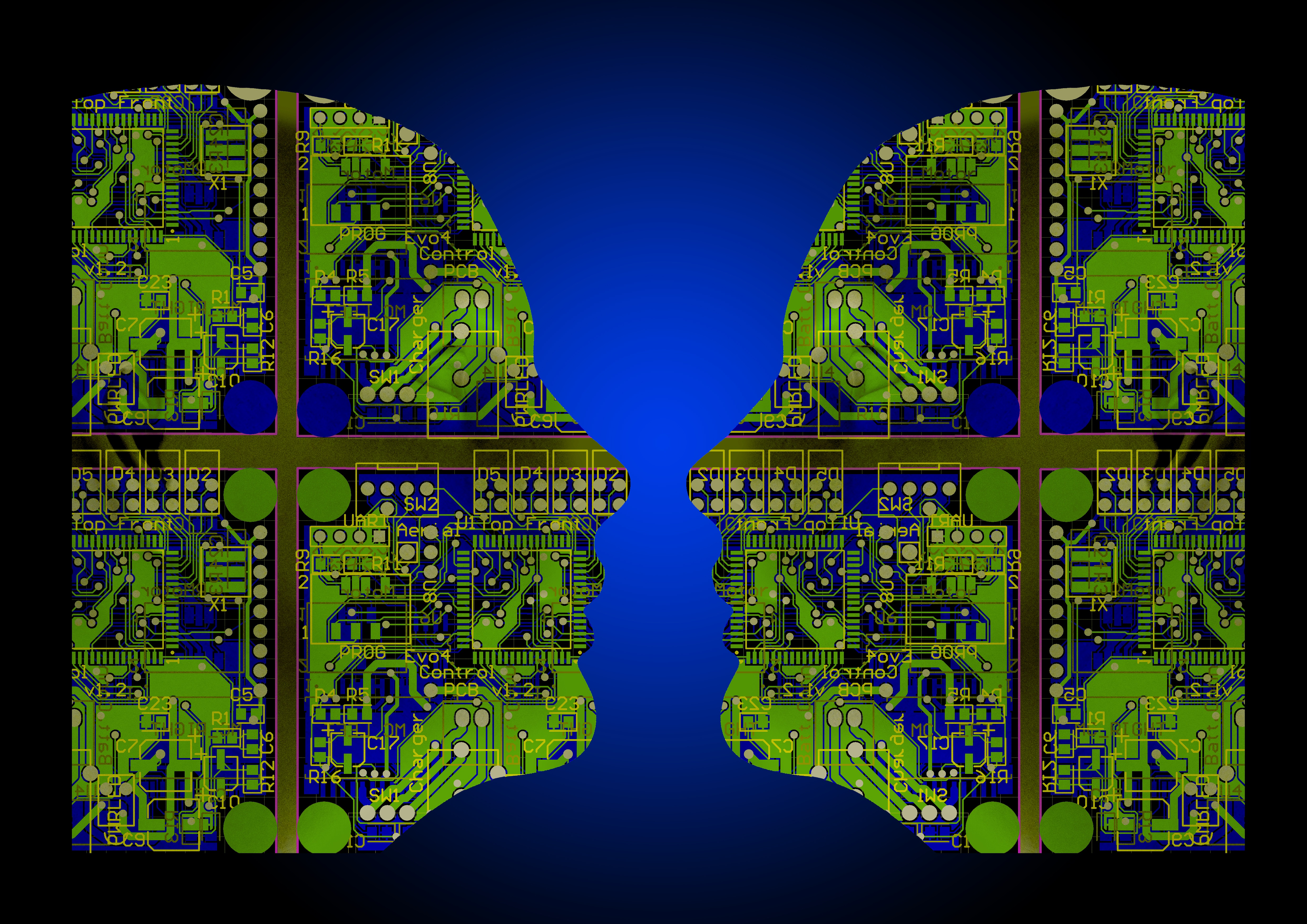
وبگاه منطقه-اچ

وبگاه منطقه-اچ (به انگلیسی: Zone-h)  یک وبگاه جهانی ثبت و آرشیو از تخریب وب سایت ها است.  این پایگاه اینترتی در  2 مارس 2002 در استونی تأسیس شد. اطلاعات هوئیز در دامنه این وبگاه نشان می دهد که منطقه-اچ در 14 فوریه 2002 ایجاد شده است. 

## محصول
هنگامی که یک وب سایت تخریب می‌شود اطلاعات و آدرس آن به وبگاه منطقه-اچ ارسال می شود، و تصور صفحه‌ی تخریب (هک) شده در وبگاه منطقه-اچ ذخیره می‌شود. سپس آدرس ارسالی توسط کارکنان منطقه-اچ تعدیل می‌شود تا بررسی کنند که آیا تخریب سایت (دی-فیس) جعلی بوده است یا خیر. گاهی نفوذگرها صفحات تخریب شده  را خود به سایت ارسال می کنند.
علاوه بر ثبت وقایع مرتبط با تخریب های اینترنتی این این وبگاه  حاوی اخبار اصلی امنیت فناوری اطلاعات، اخبار جنگ دیجیتال، ژئوپلیتیک ، مشاوره های اختصاصی و عمومی، تحلیل ها، انجمن ها، تحقیقات است. این وبگاه بزرگترین آرشیو نفوذهای وب است و چندین زبان را پشتیبانی می‌کند. اخیرا این وبسایت  توسط برخی از رساننده های خدمات اینترنت (ISP)  هندی به دلیل پیگرد قانونی  از سوی دولت هند ممنوع شد. وبگاه منطقه-اچ در ایران و ترکیه محبوب است. 

## همچنین ببینید
- WabiSabiLabi ، بازار آنلاین نیز توسط روبرتو پریتونی ایجاد شده است